# Mikko Kokslien
Mikko Kokslien, född 10 mars 1985 i Lillehammer, är en norsk utövare av nordisk kombination som har tävlat i världscupen sedan säsongen 2003/2004. 
Kokslien vann brons vid lagtävlingen på 4 x 5 kilometer vid världsmästerskapen i nordisk skidsport 2009 i Liberec, och där hans bästa individuella placering blev en trettonde plats. Vid de olympiska vinterspelen 2010 slutade Kokslien 32:a på 10 kilometer individuellt, och 39:a i stor backe. Sin första världscupseger tog han på hemmaplan i Norge, i december 2010. Hans bästa slutplacering i världscupen är från säsongen 2010/2011, då han slutade tvåa totalt, bakom segrande fransmannen Jason Lamy-Chappuis.
Koksliens mor kommer från Lahtis i Finland och han talar finska flytande.

## Världscupsegrar
| Nr | Datum            | Plats               | Distans |
| -- | ---------------- | ------------------- | ------- |
| 1  | 4 december 2010  | Sjusjøen            | 10 km   |
| 2  | 8 januari 2012   | Oberstdorf          | 10 km   |
| 3  | 11 februari 2012 | Almaty              | 10 km   |
| 4  | 12 februari 2012 | Almaty              | 10 km   |
| 5  | 16 december 2012 | Ramsau am Dachstein | 10 km   |
| 6  | 11 januari 2014  | Chaux-Neuve         | 10 km   |